# Consejos regionales del Perú
En el Perú, el consejero(a) regional es la subautoridad que encarga ordenar la administración del Gobierno Regional.  Son elegidos por él en las elecciones municipales y regionales cada cuatro años; hay titular y suplentes por distrito electoral en caso representando a una Provincia  mínimo uno.
La lista ganadora de una Provincia representa mínimo a un candidato o al único.
Todas las autoridades proclamadas por el periodo de cuatro años sin reelección inmediata.
Requisitos para ser candidato para ser consejero regional:
Para ser candidato a consejero regional, se requiere:
- Ser peruano, nacido o con residencia efectiva en la región en la que postula con un mínimo de tres años.

- Haber nacido en la circunscripción electoral para la que postula o domiciliar en ella en los últimos dos (2) años, respecto a la fecha de vencimiento del plazo para la presentación de solicitudes de inscripción de listas de candidatos. Para el cumplimiento del presente requisito, es de aplicación el domicilio múltiple previsto en el artículo 35 del Código Civil.

- Ser mayor de 18 años, para el caso de los candidatos al cargo de consejero regional.

- Ser ciudadano en ejercicio y gozar del derecho de sufragio.

- Tener estudios secundarios completos.